# Trionymus pilosus
Trionymus pilosus är en insektsart som beskrevs av Goux 1941. Trionymus pilosus ingår i släktet Trionymus och familjen ullsköldlöss.
Artens utbredningsområde är Frankrike. Inga underarter finns listade i Catalogue of Life.